# Friends That Break Your Heart
 (mars 2022).
La mise en forme du texte ne suit pas les recommandations de Wikipédia : il faut le « wikifier ».
Les points d'amélioration suivants sont les cas les plus fréquents :
- Les titres sont pré-formatés par le logiciel. Ils ne sont ni en capitales, ni en gras.
- Le texte ne doit pas être écrit en capitales (les noms de famille non plus), ni en gras, ni en italique, ni en « petit »…
- Le gras n'est utilisé que pour surligner le titre de l'article dans l'introduction, une seule fois.
- L'italique est rarement utilisé : mots en langue étrangère, titres d'œuvres, noms de bateaux, etc.
- Les citations ne sont pas en italique mais en corps de texte normal. Elles sont entourées par des guillemets français : « et ».
- Les listes à puces sont à éviter, des paragraphes rédigés étant largement préférés. Les tableaux sont à réserver à la présentation de données structurées (résultats, etc.).
- Les appels de note de bas de page (petits chiffres en exposant, introduits par l'outil «  Source ») sont à placer entre la fin de phrase et le point final[comme ça].
- Les liens internes (vers d'autres articles de Wikipédia) sont à choisir avec parcimonie. Créez des liens vers des articles approfondissant le sujet. Les termes génériques sans rapport avec le sujet sont à éviter, ainsi que les répétitions de liens vers un même terme.
- Les liens externes sont à placer uniquement dans une section « Liens externes », à la fin de l'article. Ces liens sont à choisir avec parcimonie suivant les règles définies. Si un lien sert de source à l'article, son insertion dans le texte est à faire par les notes de bas de page.
- La présentation des références doit suivre les conventions bibliographiques. Il est recommandé d'utiliser les modèles {{Ouvrage}}, {{Chapitre}}, {{Article}}, {{Lien web}} et/ou {{Bibliographie}}. Le mode d'édition visuel peut mettre en forme automatiquement les références.
- Insérer une infobox (cadre d'informations à droite) n'est pas obligatoire pour parachever la mise en page.

Pour une aide détaillée, merci de consulter Aide:Wikification.
Si vous pensez que ces points ont été résolus, vous pouvez retirer ce bandeau et améliorer la mise en forme d'un autre article.
Albums de James Blake
Assume Form
(2019) Playing Robots into Heaven
(2023)
Singles
1. Say What You Will
Sortie : 22 juillet 2021
2. Life Is Not the Same
Sortie : 20 août 2021
3. Famous Last Words
Sortie : 13 septembre 2021
4. Coming Back
Sortie : 8 octobre 2021

Friends That Break Your Heart est le cinquième album studio de l'auteur-compositeur-interprète britannique James Blake, sorti le 8 octobre 2021. 
L'album contient douze titres dont trois collaborations avec SZA, Monica Martin, J.I.D et SwaVay. 
L'artwork de l'album est réalisé par l'artiste Miles Johnston et représente "les émotions suscitées tout au long de l'œuvre".

## Sortie
En février 2021, James Blake avait annoncé, sur son compte Instagram, la sortie dans le courant de l’année d’un nouvel album. 
Le 22 juillet 2021 sort un premier single intitulé Say What You Will. Un clip accompagne la sortie du morceau où apparaît l'artiste Finneas.  
L'album devait initialement sortir le 3 septembre 2021, mais l'artiste repousse finalement la sortie de l'album au 8 octobre en raison des difficultés de production rencontrées par les fabricants de vinyle, à la suite de la pandémie de COVID-19.
En septembre 2021 paraît Life Is Not The Same. En novembre, James Blake s’associe au rappeur slowthai et livre une nouvelle version de morceau Funeral. Un clip accompagne la sortie du single. 
Enfin, le 4 novembre 2021 le clip Famous Last Words est diffusé.

## Réception critique
L'album est bien reçu par la critique. Il a reçu la note de 79/100 sur le site Metacritic, basée sur 23 critiques.  
Le magazine Les Inroks écrit que "Là où une partie de Friends That Break Your Heart fait la part belle aux productions r’n’b (Show Me avec Monica Martin, Lost Angel Nights), le premier titre de l’album, Famous Last Words sonne comme le parfait reflet de sa mélancolie à cœur ouvert. Le génie de Blake se retrouve dans cette capacité à surprendre, à sauter d’un univers à un autre sans pour autant perdre ses fans de la première heure". 
Pour le site canadien La Presse "Blake est honnête, il écrit avec une probité quelques fois désarmante. Sa poésie est de toute beauté, il montre une fois de plus quel grand auteur il est. Avec Friends That Break Your Heart, James Blake s’approche du sans-faute".
Pour le magazine Numéro "James Blake fait preuve d’une sensibilité à fleur de peau mise en valeur par des arrangements simples. Entre guitare acoustique et les piano-voix, le musicien de trente-trois ans témoigne d'une vulnérabilité touchante. Aussi profondes qu'attachantes, ses ballades lyriques aux textures électroniques dessine un autoportrait sincère aux mélodies aussi sensuelles qu'avant-gardistes".
A l'occasion de l'émission La dispute diffusée sur France Culture, les invités ont formulé les critiques suivantes :
"C'est un vrai disque, avec une pesanteur et une consistance, une cohérence, ce qui n'était pas forcément le cas des précédents albums de James Blake. On entend plus les chansons que les intentions, ce qui est assez rare, actuellement, en musique. L'album suspend l'incrédulité sur l'émotion, la laisse advenir, les refrains fonctionnent comme des refrains. Tout ça est assez nouveau dans la carrière de l'artiste". Olivier Lamm
"J'ai été très agréablement surpris par ce disque. On s'était habitué à la jolie musique de Blake, jolie comme un bibelot. Ce nouvel album réclame une écoute attentive, accroche à la force de vraies mélodies. Dix ans après son premier album, James Blake reprend la main : il y a de l'écriture, des compositions travaillées, de vraies chansons en fait. James Blake surprend, finalement". Christophe Conte

## Liste des morceaux
| Friends That Break Your Heart | Friends That Break Your Heart     | Friends That Break Your Heart                              | Friends That Break Your Heart | Friends That Break Your Heart | Friends That Break Your Heart | Friends That Break Your Heart | Friends That Break Your Heart | Friends That Break Your Heart | Friends That Break Your Heart |
| No                            | Titre                             | Producteur(s)                                              | Durée                         |                               |                               |                               |                               |                               |                               |
| ----------------------------- | --------------------------------- | ---------------------------------------------------------- | ----------------------------- | ----------------------------- | ----------------------------- | ----------------------------- | ----------------------------- | ----------------------------- | ----------------------------- |
| 1.                            | Famous Last Words                 | - James Blake - Dominic Maker - Jameela Jamil              | 4:16                          |                               |                               |                               |                               |                               |                               |
| 2.                            | Life Is Not the Same              | - James Blake - Take a Daytrip - Joji - Khushi             | 3:19                          |                               |                               |                               |                               |                               |                               |
| 3.                            | Coming Back (featuring SZA)       | - James Blake - Maker - Jamil - Khushi                     | 3:15                          |                               |                               |                               |                               |                               |                               |
| 4.                            | Funeral                           | - James Blake - Khushi                                     | 2:35                          |                               |                               |                               |                               |                               |                               |
| 5.                            | Frozen (featuring JID and SwaVay) | - James Blake - Jamil                                      | 3:56                          |                               |                               |                               |                               |                               |                               |
| 6.                            | I'm So Blessed You're Mine        | - James Blake - Khushi - Maker - Jamil - Josh Stadlen      | 3:15                          |                               |                               |                               |                               |                               |                               |
| 7.                            | Foot Forward                      | - James Blake - Metro Boomin - Frank Dukes - Maker - Jamil | 2:33                          |                               |                               |                               |                               |                               |                               |
| 8.                            | Show Me (featuring Monica Martin) | - James Blake - Maker - Jamil - Khushi                     | 3:38                          |                               |                               |                               |                               |                               |                               |
| 9.                            | Say What You Will                 | - James Blake - Maker - Stadlen - Jamil                    | 4:40                          |                               |                               |                               |                               |                               |                               |
| 10.                           | Lost Angel Nights                 | - James Blake - Maker - Khushi - Jamil                     | 3:59                          |                               |                               |                               |                               |                               |                               |
| 11.                           | Friends That Break Your Heart     | - James Blake - Nowels                                     | 3:21                          |                               |                               |                               |                               |                               |                               |
| 12.                           | If I'm Insecure                   | - James Blake - Jamil                                      | 4:55                          |                               |                               |                               |                               |                               |                               |
| 43:42                         |                                   |                                                            |                               |                               |                               |                               |                               |                               |                               |

Notes
- [[a] 2] signifie en coproducteur
- [[b] 21] signifie production additionnelle
- "Life Is Not the Same" features background vocals by Joji
- "Coming Back" features additional vocals by Dominic Maker

## Friends That break Your Heart Tour
- Tournée Nord américainne (septembre/octobre 2021)
- Tournée européenne (avril/mai 2022)

## Clips
- Say What You Will réalisé par Bear Damen
- Funeral réalisé par The Rest
- Famous Last Words réalisé par Jameela Jamil et Chris Sgroi